# ビリー・プレストン
ウィリアム・エバレット・プレストン (英語: William Everett Preston、1946年9月2日 - 2006年6月6日) は、アメリカ合衆国のミュージシャン。ヴォーカリスト。キーボード奏者。
R&B・ソウルミュージックのシンガー・ソングライターとしての活動に加えて、キーボード奏者としてビートルズやローリング・ストーンズを初めとする多くのミュージシャンやバンドと共演して、ロック・シーンでも名前を浸透させていった。ビートルズのシングルにクレジットされたこともあり、しばしば「5番目のビートル」と呼ばれた。
代表作には「ナッシング・フロム・ナッシング」などがある。

## 略歴
プレストンは1946年、テキサス州ヒューストンに生まれ、カリフォルニア州ロサンゼルスで育った。母親の膝に乗る3歳の頃からピアノを演奏し始めた。

### 初期
10歳頃、教会でゴスペルのオルガン奏者としてキャリアをスタートした。1962年、16歳の頃には既にリトル・リチャード、レイ・チャールズ、サム・クック、キング・カーティスといった大物ミュージシャンのバック・バンドのメンバーとして活躍した。この年、リチャードのリバプール公演に同行した際、ビートルズと出会った。更にこの頃ヴィージェイ・レコードなどからアルバムを発表している（『ゴスペル・イン・マイ・ソウル』他） 。
1965年、レイ・チャールズのバック・バンドに参加し、1967年から1968年にかけて行なわれたワールド・ツアーにサポート・メンバーとして同行。そのロンドン・フェスティバルホールで行われたコンサートを観に来ていたジョージ・ハリスンが、演奏しているプレストンに気が付いた。

### アップル・レコード時代
プレストンは翌日ビートルズのアップル・レコードのオフィスにてハリスンに再会。彼はハリスンの誘いで1969年1月に、ビートルズのゲット・バック・セッションに参加。後にアルバム『レット・イット・ビー』と『アビイ・ロード』に収録された「レット・イット・ビー」、「ゲット・バック」、「サムシング」などのレコーディングにゲスト参加して、エレクトリックピアノを演奏した。このセッションはメンバー間の不和が酷くなり口論も絶えなかったが、プレストンが参加した時にはスタジオの雰囲気は和らいだものになった。この様子はビートルズ・アンソロジーなどで確認でき、リンゴ・スターも後に｢あの時ビリーが来てくれて助かったよ｣と証言している。1月30日にアップル・ビルの屋上で突然行われたビートルズ最後のライヴ『ルーフトップ・コンサート』でもエレクトリックピアノを演奏した。
同年、キャピトル・レコードからアップル・レコードに移籍した。ハリスンはキャピトルに移籍金を支払って彼を獲得した。同年4月から7月にかけてアップル・スタジオにおいて、「アビイ・ロード・セッション」に参加するのとほぼ並行して自作を制作した。9月、移籍後第一弾のアルバム『神の掟』と同名曲のシングルを発表。同アルバムには当時ブラインド・フェイスのメンバーだったエリック・クラプトンとジンジャー・ベイカー、ローリング・ストーンズのキース・リチャーズが参加し、ハリスンはプロデュ―サーを務め、ほぼ全曲にギターで参加した。同曲とビートルズの『レット・イット・ビー』は、同時期にセッションや作曲が行われており、関連性がよく取り沙汰される。
1970年、再びハリスンをプロデュ―サーに迎えてアルバム『エンカレッジング・ワーズ』を発表。アップル・レコードではアルバム2枚とシングル4枚を残した。

### A&Mレコード時代
1971年、A&Mレコードへ移籍。同年発表の「アウタ・スペース」がアメリカでチャートの2位まで上がる大ヒットを記録し、グラミー賞の「ベスト・ポップ・インストゥルメンタル」賞を受賞。A&Mに在籍中「ラウンド・イン・サークルズ」と「ナッシング・フロム・ナッシング」で全米1位を獲得した。ジョー・コッカーによるカヴァーが有名な「美し過ぎて」もこの時代の作品だった。一般的には1970年代初期から中期のA&M時代が彼の黄金期といわれる。
一方、アップル・レコードを去った後もハリスンとの交流は続いた。1971年8月1日、ハリスンとラヴィ・シャンカルがマディソン・スクエア・ガーデンで開催した『バングラデシュ難民救済コンサート』にバンドのメンバーとして出演し、「神の掟」を熱唱した。1974年11月初めから12月末までハリスンとシャンカルが共同で催した北米ツアーに参加して、「アウタ・スペース」「ラウンド・イン・サークルズ」「ナッシング・フロム・ナッシング」を披露した。
またローリング・ストーンズとの親交も深く、アルバム『スティッキー・フィンガーズ』や『メイン・ストリートのならず者』などのレコーディングにも参加。1973年のツアーでは前座&サポート・メンバーとして、1975年～1976年のツアーではサポート・メンバーとして参加し、メインアクトのローリング・ストーンズをバックに自作を2曲披露した。

### その後
1979年から1982年まではモータウンと契約した。
1990年代には、薬物中毒になったり保険金詐欺事件に見舞われたりした。しかし一方、音楽家としてはゴスペルなどの分野で活動し、クラプトンやリンゴ・スター等、多数のアーティストのライブ・ツアーに同行した。
2000年代は、多くのセッション・ワークをこなした。エリック・クラプトンのツアーに同行（来日公演には不参加）したり、エルトン・ジョン等のヴェテランのみならず、JETやレッド・ホット・チリ・ペッパーズといった若手・中堅バンドの作品にもゲスト参加した。クラプトンのツアーを収めた『One More Car, One More Rider』（DVD版）では、アンコールで「ラウンド・イン・サークルズ」を歌って、その存在感を示している。

### 死
晩年は腎臓を患い、2002年に腎移植手術を受けたが改善せず、2005年11月頃から意識不明の状態に陥る。
2006年6月6日、アリゾナ州の病院で死去。59歳没。

## ディスコグラフィ
- モスト・エキサイティング・オルガン・エバー - The Most Exciting Organ Ever (1965)
- プレイズ・モータウン・ヒッツ&モア - Early Hits of 1965 (1965)
- Wildest Organ in Town! (1966)
- Club Meeting (1967)
- 神の掟 - That's the Way God Planned It (1969)
- エンカレッジング・ワーズ - Encouraging Words (1970)
- シンプル・ソング - I Wrote a Simple Song (1971)
- ミュージック・イズ・マイ・ライフ - Music is My life (1972)
- エヴリバディ・ライクス・サム・カインド・オブ・ミュージック - Everybody Likes Some Kind of Music (1973)
- ライヴ・ヨーロピアン・ツアー - Live European Tour 1973 (1974)
- キッズ・アンド・ミー - The Kids and Me (1974)
- イッツ・マイ・プレジャー - It's My Pleasure (1975)
- ビリー・プレストン - Billy Preston (1976)
- ホール・ニュー・シング - A Whole New Thing (1977)
- BEHOLD! (1978)
- Late at Night (1979) ※シリータとの共同作品
- Universal Love (1980)
- The Way I am (1981)
- Billy Preston & Syreeta (1981) ※シリータとの共同作品
- Pressin' on (1982)
- On the Air (1984)
- You Can't Keep a Good Man Down (1986)
- Billy's Back (1995)
- Minister of Music (1995)
- You And I featuring Novecento (1997) ※Novecentoとの共同作品
- Music From My Heart (2001)
- Go Where No Ones Gone Before (2003/シングル) JO-CX On-Air 「L/R -Licensed by Royal-」OP

## 主なサポート活動
- ビートルズのレコーディングと『ルーフトップ・コンサート』に参加。
- ジョン・レノンのソロ・アルバム『ジョンの魂』のレコーディングに参加。
- 1971年から1977年頃までローリング・ストーンズのセッションやライヴに参加。この頃に録音された楽曲の一部は、後にアルバム『刺青の男』に収録されており、1990年代にはアルバム『ブリッジズ・トゥ・バビロン』のセッションにも参加した。参加曲はローリング・ストーンズの作品を参照。
- 1973年、ストーンズのヨーロッパツアーに参加し、前座も務める。
- 1974年、ジョージ・ハリスンとラヴィ・シャンカルの北米ツアーに参加。
- 1975年から1976年にかけて、ストーンズのツアーに参加。翌77年のライヴにも参加している。
- リンゴ・スター率いるリンゴ・スター＆ヒズ・オールスター・バンドの第1期（1989年）と第3期（1995年）に参加。
- 1998年公開の映画『ブルース・ブラザース2000』に出演。
- 2001年、エリック・クラプトンのコンサート・ツアー『One More Car, One More Rider』に参加。
- 2002年、エリック・クラプトン主催の『コンサート・フォー・ジョージ（Concert for George）』に参加。
- 2005年、レッド・ホット・チリ・ペッパーズのアルバム『ステイディアム・アーケイディアム』の収録曲「Warlocks」レコーディングに参加（2006年発表）。